# 中川酒造
中川酒造株式会社（なかがわ しゅぞう）は、鳥取県鳥取市立川町に本社を置く日本酒の蔵元。

## 概要
創業は江戸時代後期の文政11年（1828年）で、鳥取県東部地区の現存する造り酒屋としては最も古い。
一度はほぼ絶滅した鳥取県産の酒米「強力」復刻に昭和末年から取り組んで酒造りに使うようになり、平成2年（1990年）から「いなば鶴 強力」の販売を開始した。酒瓶のラベルには、銘柄名「いなば鶴」より、酒米の名前である「強力」の方を大書している。
なお同名・同業の蔵元が新潟県、奈良県にも存在するが、いずれも無関係である。

## 沿革
- 1828年（文政11年） - 創業、屋号「正田屋」で酒を販売[5]。
- 1914年（大正3年） - 商標を「福寿海」と定める。
- 1935年（昭和10年）5月 - 中川酒造合名会社に組織変更[6]。
- 1989年（平成元年） - 「いなば鶴」を販売開始。
- 1990年（平成2年） - 復刻した幻の酒米強力を使用した「いなば鶴・強力」を販売開始。
- 2008年（平成20年）5月1日 - 中川酒造合名会社を中川酒造株式会社に事業譲渡、ジャパン・フード&リカー・アライアンス（JFLA）傘下の株式会社伝統蔵（現：盛田株式会社）の子会社となる[7]。

## 銘柄
日本酒
- 福寿海
- いなば鶴

菓子類
- 強力煎餅、強力飴、強力酒粕入り羊羹

## 登場する作品
鳥取市を舞台とした漫画『父の暦』（谷口ジロー作、単行本は小学館刊）。主人公の実母の実家で、伯父が経営する造り酒屋「大石酒蔵」は中川酒造をモデルにしている。
また、谷口は期間限定酒「いなば鶴 放哉」のラベルに描かれている俳人・尾崎放哉の肖像画も担当している。放哉の生誕地や、暮らしていた家も当酒蔵から近い。